# District de Montfort (Seine-et-Oise)
Pour les articles homonymes, voir District de Montfort.
Le district de Montfort est une ancienne division administrative française du département de Seine-et-Oise de 1790 à 1795.

## Composition
Il était composé des cantons de Montfort, Dammartin, Garancieres, Houdan, Neauphle et Septeuil.